# شهرستان یکاترینوفسکی
شهرستان یکاترینوفسکی (به لاتین: Yekaterinovsky District) یک شهرستان در روسیه است که در استان ساراتوف واقع شده‌است.